# 白雀寺乡
白雀寺乡是中国陕西省汉中市略阳县下辖的一个乡。

## 行政区划
白雀寺乡下辖以下行政区：
白雀寺村、青白石村、南家山村、何家枰村、贤草沟村、一里沟村、中坝子村、白杨坪村、水洞子村、淡家沟村、曾家沟村、木匣沟村